# 넥스트 레이블
《넥스트 레이블》은 2022년 10월 6일부터 2022년 11월 9일까지 유튜브, tvN SHOW에서 방송된 패션 서바이벌 프로그램이다.

## 결과
| 순위 | 이름          | 소속           |
| ---- | ------------- | -------------- |
| 1위  | 신혜영        | 분더캄머       |
| 2위  | 고태용        | 비온드 클로젯  |
| 2위  | 장형철        | 오디너리피플   |
| 4위  | 임재혁&김보나 | 비스퍽         |
| 5위  | 계한희        | 카이, 아이아이 |
| 5위  | 이서윤        | 프레노         |
| 7위  | 임우준        | 이륙           |
| 8위  | 송현희&최경호 | 홀리넘버세븐   |
| 9위  | 양윤아        | 비건타이거     |
| 10위 | 박현          | 므아므         |
| 11위 | 김진선        | 앙크15.        |
| 11위 | 박환성        | 디앤티도트     |
| 11위 | 이청청        | 라이, 이상봉   |
| 14위 | 김시은        | 낫노잉         |
| 14위 | 박정상&성지은 | 유가당         |
| 14위 | 이인주        | 문리           |
| 14위 | 장윤경        | 쎄쎄쎄         |
| 18위 | 김진영&이수연 | 듀이듀이       |
| 18위 | 이시안        | 시이안         |
| 18위 | 정소희        | 아이스가든     |